# Terpsichore (planetka)
(81) Terpsichore je planetka nacházející se v hlavním pásu asteroidů. Její průměr činí asi 119 km. Byla objevena 30. září 1864 německým astronomem E. W. Tempelem.